# منکیاله
منکیاله (به انگلیسی: Mankiala) یک روستا در پاکستان است که در پنجاب واقع شده‌است.